# Takao Momiyama
Takao Momiyama (jap. 籾山孝雄, ur. 5 października 1951, Tochigi, Japonia) – mieszkający w Szwecji japoński artysta oraz praktyk i teoretyk sztuk walki (budō) – iaidō, jōdō i kendō, posiadający 7. dan iaidō renshi (Zen Nippon Kendo Renmei), 7. dan kyoshi w jōdō (ZNKR) oraz 5. dan w kendō. Momiyama w działalności artystycznej specjalizuje się w sztuce ponownego i twórczego wykorzystania zużytych tradycyjnych japońskich materiałów tekstylnych za pomocą fastrygowego szycia i haftu sashiko oraz tradycyjnej sztuki cerowania boro.

## Życiorys

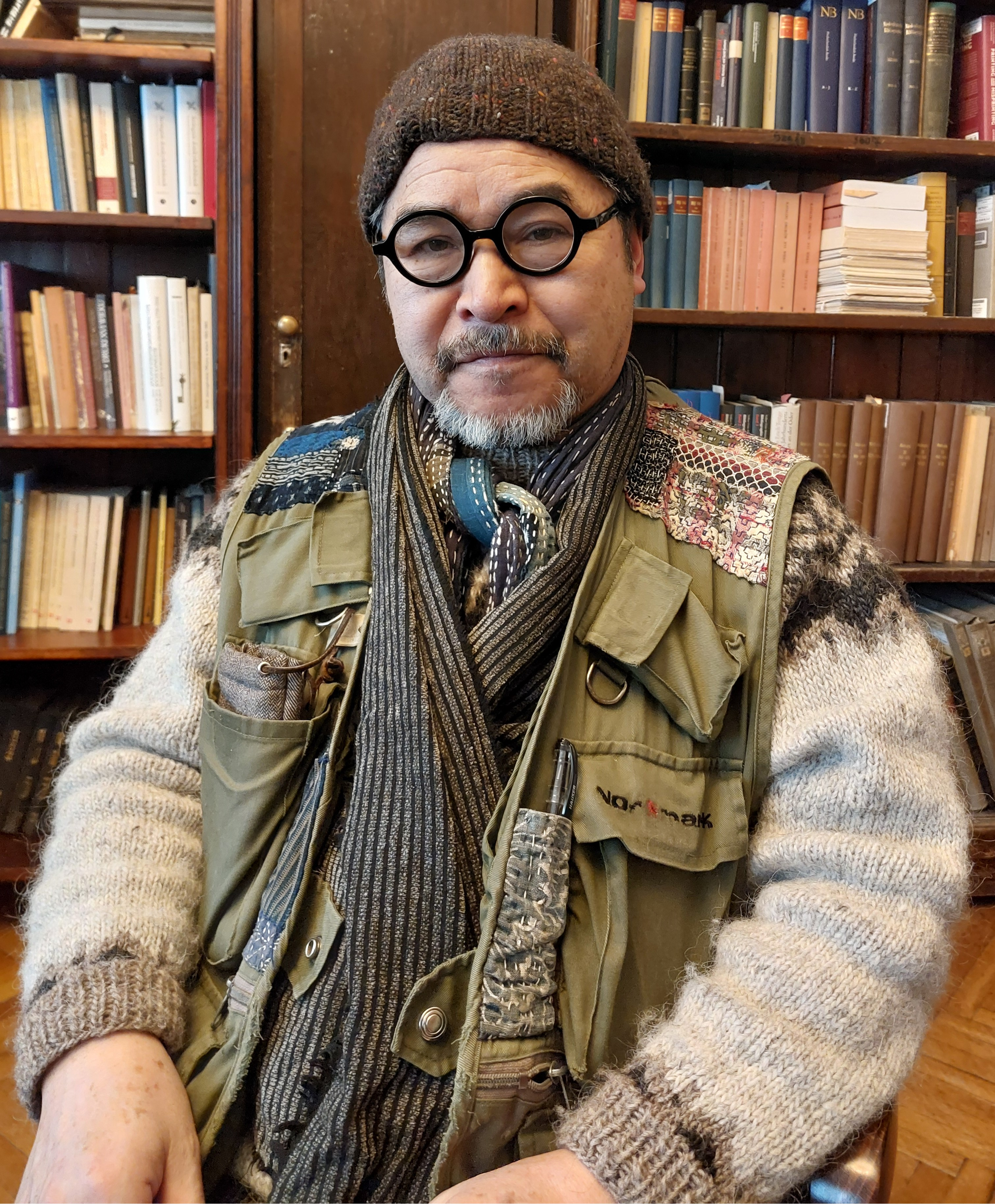
Takao Momiyama podczas pobytu w Bibliotece Uniwersyteckiej w Poznaniu w lutym 2025 roku

Takao Momiyama urodził się w Tochigi, niewielkim mieście w centralnej Japonii. Gdy miał około 18 lat, na początku lat siedemdziesiątych XX w., mieszkał w Tokio. Na początku lat 80. XX w. przeprowadził się do Szwecji. Od 2006 roku mieszka w gminie Simmrishamn na południu Szwecji. Jego żoną jest szwedzka artystka Gunnel Pettersson.

## Działalność artystyczna
W latach 1994-1999 studiował na największej szwedzkiej uczelni artystycznej Konstfack. Zainteresowanie pracą artystyczną z japońskimi tekstyliami pojawiło się u Momiyamy w roku 1996. Zakupił wówczas stare, nie nadające się już do użytku materiały na targu w Tokyo i zaczął je twórczo, artystycznie przetwarzać. Pamięć o cerowaniu starych, zużytych, zniszczonych ubrań Momiyama wyniósł z rodzinnego domu, gdzie jego matka naprawiała w ten sposób stare odzienie na użytek rodziny, co trwało do końca lat pięćdziesiątych, gdy poprawiła się sytuacja ekonomiczna rodziny. W późniejszym czasie nie musiała już tego robić, bo, gdy zaszła taka potrzeba, stać ich było na kupowanie nowej odzieży. Gdy Momiyama jako osiemnastolatek mieszkał w Tokio, jego matka spaliła wszystkie zniszczone i stare ubrania, by zapomnieć o ubóstwie i wcześniejszym życiu w trudnych warunkach ekonomicznych. Nigdy potem, jak twierdziły siostry Momiyamy, nie wróciła już do cerowania. Wśród osób z jej pokolenia boro cieszyło się złą reputacją, było bowiem postrzegano jako hańbiące przypomnienie upadku w czasie drugiej wojny światowej, biedy i zapaści ekonomicznej czasów powojennych.
Sam Momiyama w jednym z wywiadów podkreślił, że uwielbia kolor indygo, a także pracę z tradycyjnymi japońskimi materiałami. Od drugiej połowy lat dziewięćdziesiątych XX w. pracuje i wyraża siebie jako artysta poprzez pracę z boro. Wykorzystuje stare materiały do tworzenia własnych ubrań, zarówno do użytku codziennego, jak i do tych, których używa w praktykowaniu sztuk walki (szczególnie kendo i jodo). Tworzy własną, nowoczesną wersję pracy z boro, która nie pełni wyłącznie funkcji użytkowych lecz także ornamentacyjne (rodzaj obrazów z fastrygowanych tkanin). Stara się również zachować historyczną ciągłość, kupując stare ubrania i materiały na targach w Japonii oraz naprawiając je i cerując. Od przełomu pierwszej i drugiej dekady XXI w. w jego działalności artystycznej istotne znaczenie ma charakterystyczna, tradycyjna sztuka szycia – sashiko.
W miarę upływu lat jego zainteresowania ewoluowały od pracy z nadrukami na tkaninach do bardziej swobodnych działań artystycznych związanych przede wszystkim z boro i sashiko. Ponowne przetwarzanie materiałów oraz powolny proces szycia ma istotne znaczenie w jego pracy. Od wielu lat zajmuje się także propagowaniem i nauką sashiko na warsztatach z osobami zainteresowanymi tą formą spędzania wolnego czasu. Sashiko w kulturze zachodniej kojarzone jest obecnie głównie z praktykowaniem uważności oraz kulturalno-społecznym trendem less waste.
Prace Momiyamy były wystawiane w 2021 roku między innymi na unikatowej wystawie Boro – The Art of Need w Muzeum Azji Wschodniej (Östasiatisko Museet) w Sztokholmie, poświęconej japońskim tekstyliom, modzie i historii. Na wystawie tej były po raz pierwszy prezentowane w Europie sprowadzone z Japonii przykłady boro.
W roku 2024 wydał wspólnie z Kerstin Neumüller książkę Laga med sashiko.
Wybrane wystawy:
2024 – FIX: Care and Repair – Designmuseo, Helsinki, Finlandia
2023 – In:Tangible – Form/Design Center, Malmö, Szwecja
2021 – Boro – The Art of Necessity – Östasiatisko Museet, Sztokholm, Szwecja
2021 – Patch-Up! Sashiko¬ – cykl wystaw i warsztatów prezentowanych m.in. w Myymälä2 Art. Gallery w Helsinkach oraz w Fiberspace Gallery w Sztokholmie

## Sztuki walki

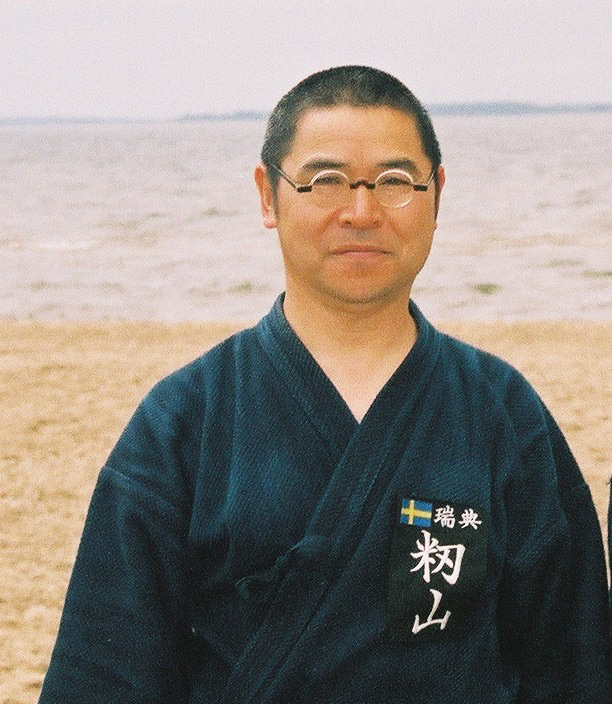
Takao Momiyama podczas obozu kendo Pori Jazz w 2004 r.

Pierwszy kontakt z mieczem miał w roku 1967, gdy jako szesnastolatek rozpoczął treningi kendo w liceum. Między dwunastym a piętnastym rokiem życia trenował judo. Treningi iaido i jodo rozpoczął wiele lat później, już po przeprowadzce do Szwecji – iaido w roku 1983, natomiast jodo w roku 1984. Obie dyscypliny praktykował początkowo w Sztokholmie, w dojo Komaki pod okiem sensei Kazuhiro Komaki (7 dan iaido kyoshi), członka Szwedzkiego Związku Kendo (1983–1987). Następnie w latach 1987–2005 uczył się w klubie Zen Kobudo Centrum, by od 2005 roku prowadzić swoje własne dojo Budokan w Glimminge, niewielkiej miejscowości w gminie Simrishamn w południowej Szwecji.
Kazuhiro Komaki nauczał w dojo Komaki kendo oraz iaido. Na początku lat 80. XX w. Momiyama został zaproszony przez niego, by pełnić funkcję asystenta podczas treningów kendo. W tym samym mniej więcej czasie Komaki zaproponował swoim wszystkim uczniom, aby spróbowali praktykować także iaido. Momiyama, który od samego początku bardzo cenił tę część treningu, w której ćwiczono kendo kata, docenił również praktykę iaido. Na przełomie lat 1979/1980 Komaki odwiedził w Japonii Shizufumi Ishido (ur. 1945), a następnie zaprosił go do Sztokholmu w 1981. Działo się to w okresie, gdy Ishido zaczął nauczać iaido i jodo w Wielkiej Brytanii oraz Holandii. Rok 1981 był szczególny dla rozwoju budo w Szwecji, nie tylko ze względu na wizytę Ishido, ale także innych ważnych nauczycieli takich jak Kaminoda Tsunemori Shihan (1928–2015; 8 dan iaido oraz jodo hanshi) czy legendarny amerykański nauczyciel i popularyzator japońskich sztuk walki Donald „Donn” Frederick Draeger (1922–1982). Te wydarzenia miały wpływ na studiowanie sztuk walki przez Momiyamę.
Momiyama poważną naukę budo rozpoczął od praktyki kendo, a dopiero później przeszedł do iaido i jodo, w których przez lata studiował m.in. takie aspekty jak ruch stóp, praca ciała, kontakt wzrokowy, równowaga i balans, odpowiedni timing (wyczucie czasu), właściwy dystans oraz rozwijanie ducha walki.

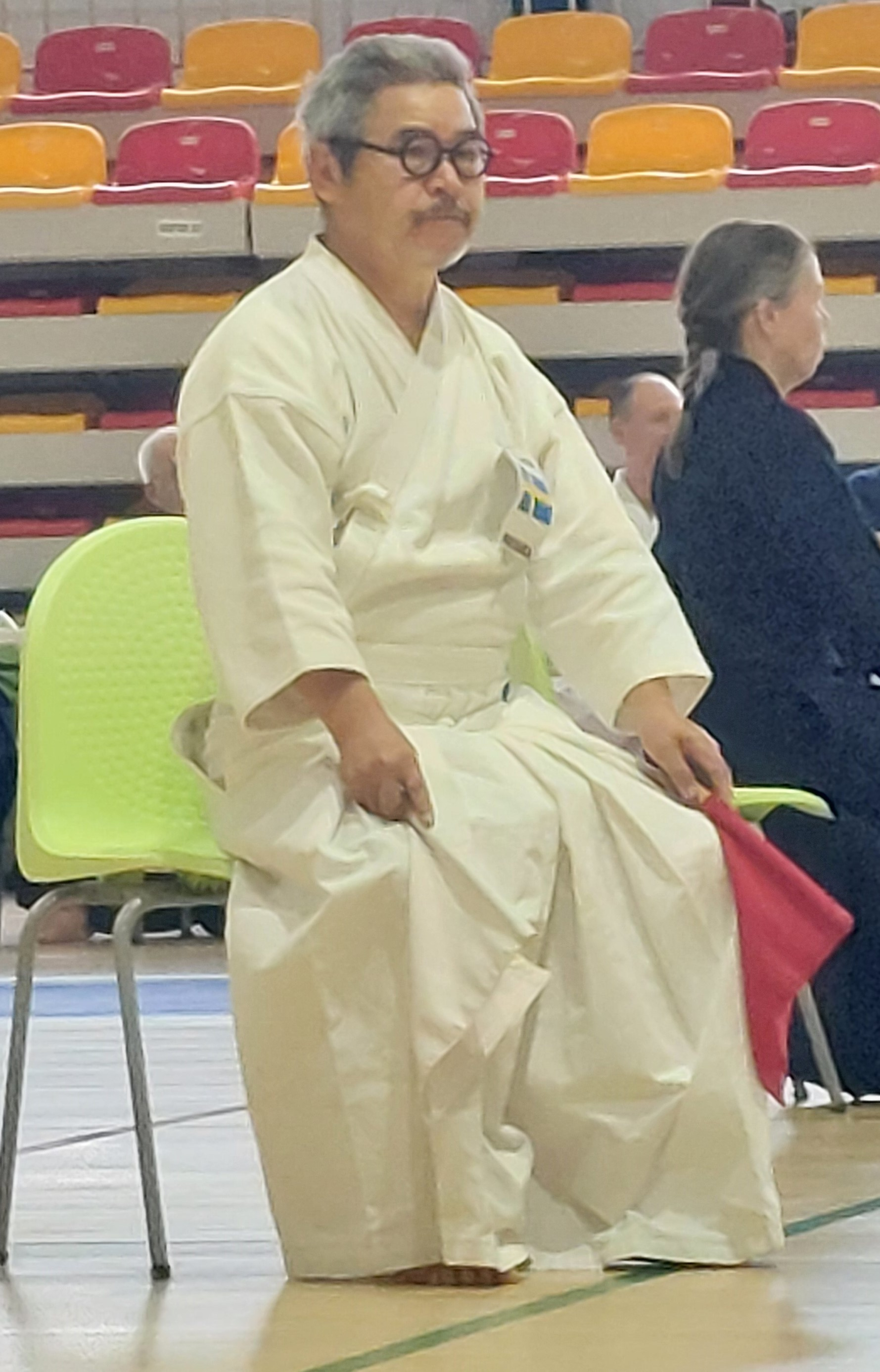
Takao Momiyama sędziujący podczas Jodo koryu taikai na Summer Iaido&Jodo Seminar we Wrocławiu w sierpniu 2024 roku

Nauczycielem Momiyamy jest mieszkający w Kawasaki Shizufumi Ishido (8 dan iaido hanshi, 8 dan jodo kyoshi, 7 dan kendo kyoshi). Kazuhiro Komaki przedstawił Momiyamę Ishido w roku 1985 podczas letniego seminarium iaido w Birmingham. Od 1986 co roku Momiyma spędzał dwa miesiące (od czerwca do sierpnia), praktykując iaido i jodo w Shinbukan dojo w Kawasaki, które prowadzi Ishido. Momiyama jest jednym z jego bezpośrednich uczniów (monjin) oraz osobą do kontaktu z osobami praktykującymi ZNKR iaido i jodo w Szwecji i Finlandii.

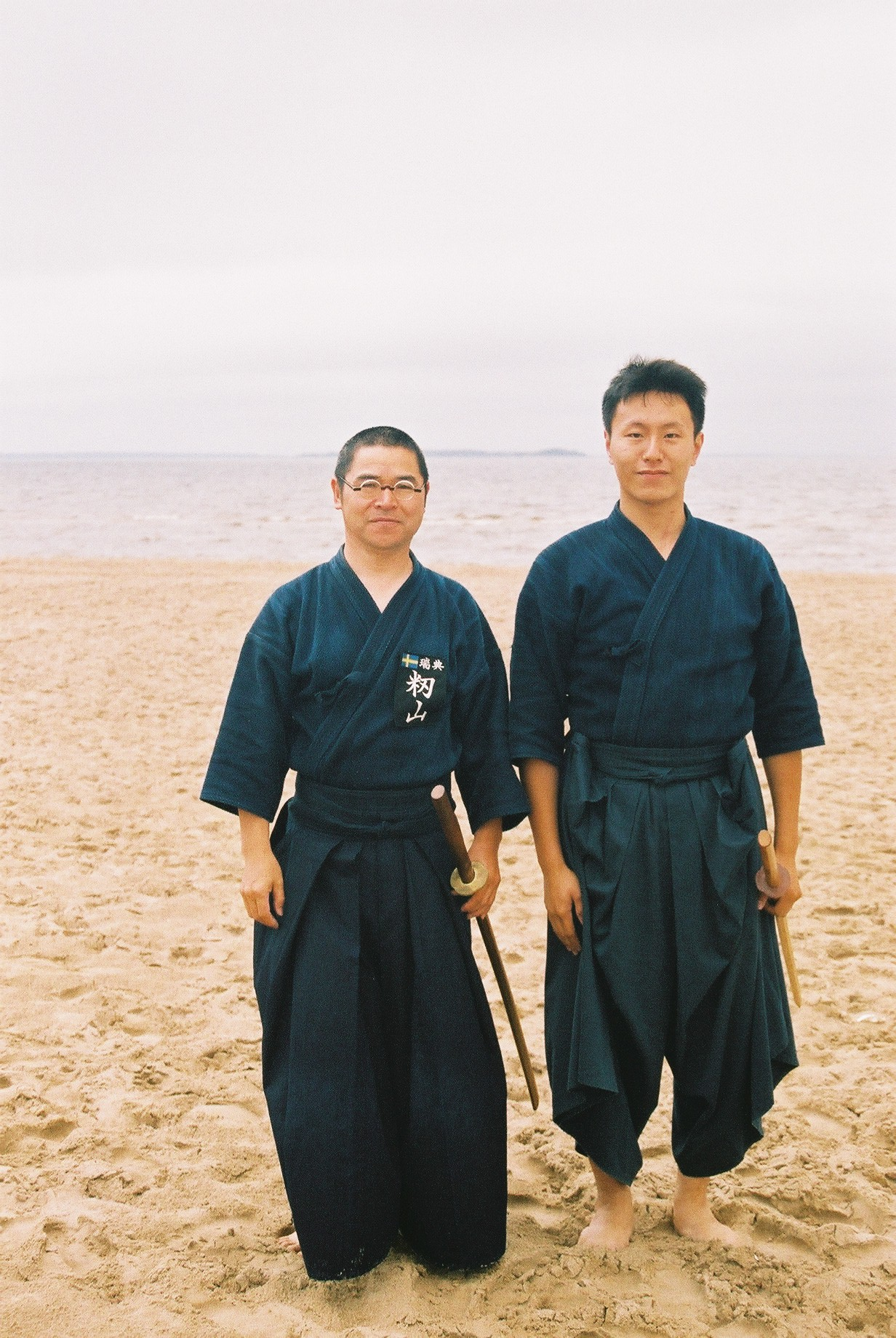
Takao Momiyama na obozie kendo Pori Jazz, lato 2004

Wraz z Rolfem Radakovitsem Momiyama w znacznym stopniu przyczynił się do rozwoju ZNKR iaidō i ZNKR jōdō w Finlandii w drugiej połowie lat 90. XX w. i w pierwszych dwóch dekadach XXI w., prowadząc liczne seminaria w Finlandii w obu dyscyplinach. Momiyama zorganizował między innymi pierwsze oficjalne seminarium w ZNKR iaidō i ZNKR jōdō w 1997 roku na obozie Pori jazz kendō.

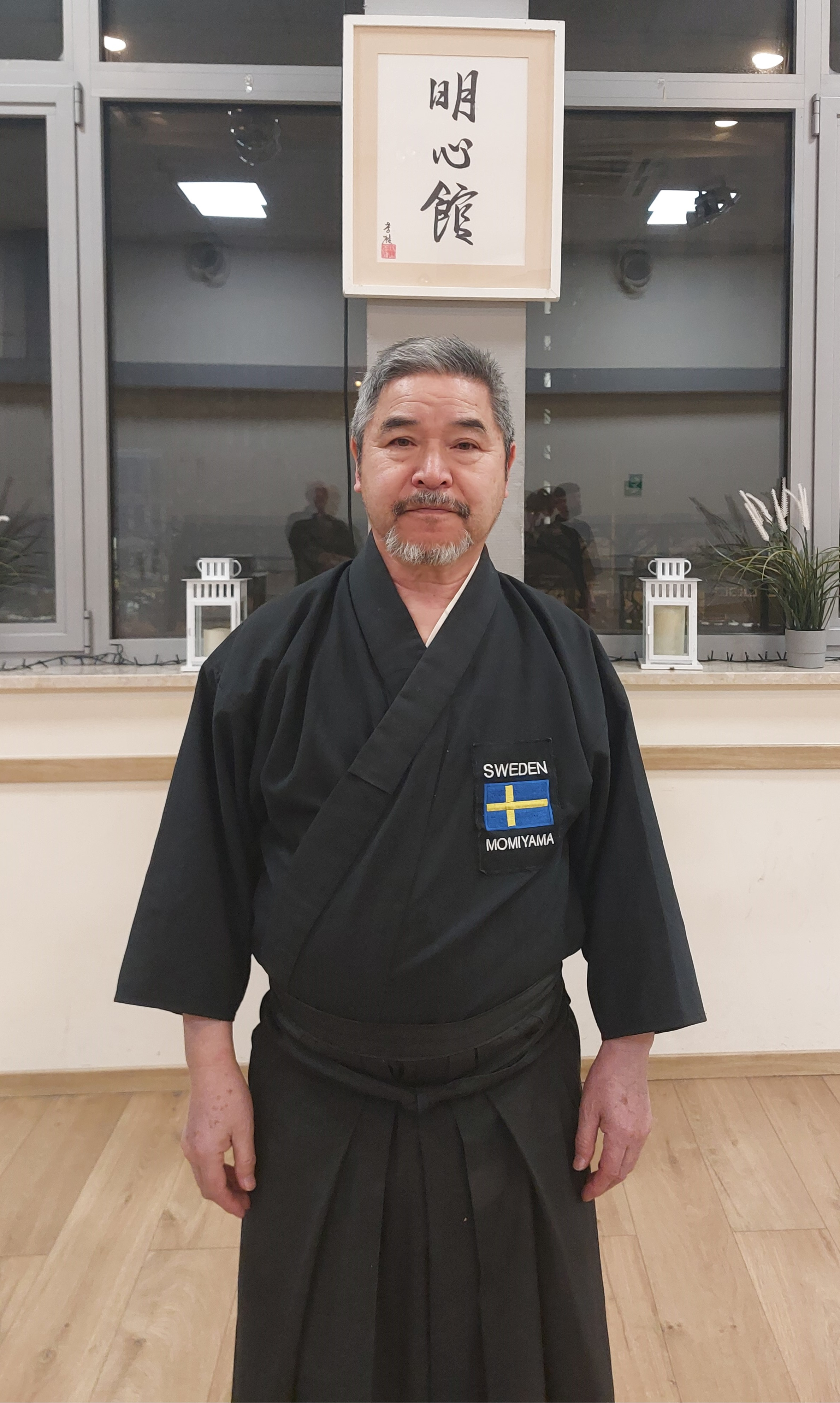
Takao Momiyama podczas pobytu w Poznaniu w Poznańskim Stowarzyszeniu Kendo, Iaido i Jodo Meishinkan w lutym 2025 roku

W Polsce od 2007 roku bezpośrednim uczniem Takao Momiyamy jest Adam Kitkowski (7 dan iaido renshi, 6 dan jodo renshi, 3 dan kendo) z Poznańskiego Stowarzyszenia Kendo, Iaido i Jodo Meishinkan. Z drużyną polskich jodoków Momiyama zapoznał się w Brighton w Anglii, w drugiej połowie pierwszej dekady XXI w. Po raz pierwszy nauczał jodo w Polsce podczas Mistrzostw Polski Jodo w 2009 r. Od tamtej pory niemal co roku przyjeżdża do Polski, by nauczać iaido i jodo.